# Ermita de San Sebastián (Mondéjar)
La ermita de San Sebastián o del Cristo del Calvario es un pequeño templo católico situado a las afueras de la localidad de Mondéjar (Guadalajara, España). Se sitúa en un pequeño cerro al noreste del casco urbano, en las inmediaciones del cruce de los caminos de Mondéjar a Pastrana y de Mondéjar al Pozo de Almoguera.
El elemento más importante de la ermita es el conjunto escultórico o pasos que se encuentran en la cripta de los Judíos, ya que no se tiene noticias de conjuntos similares de esa época en la provincia de Guadalajara. Se tiene constancia de su existencia al menos desde 1580 ya que se menciona en las Relaciones Topográficas de Felipe II cuando se refiere a las 
ermitas de la villa.

## Descripción
La ermita de San Sebastián es una construcción aislada de principios del siglo XVI, con una amplia nave destinada a ermita y un anexo en el que se sitúa la cripta semisubterránea. Este último cuenta con entrada y salida por el altar con forma una U alrededor de la cual se dispone el conjunto escultórico de los Judíos. Sobre este cuerpo existe una segunda planta destinada antiguamente a vivienda del ermitaño.
El edificio cuenta con tres accesos, por las fachadas norte, sur y oeste. La puerta oeste tiene un atrio a tres aguas apoyado en dos columnas de fuste liso, capitel dórico y un fuerte basamento cuadrado. La puerta, de madera, está cobijada por un arco de medio punto sobre el que se sitúa un óculo que ilumina el interior del templo. 
En la fachada sur se levanta otro atrio a tres aguas sujeto por columnas también de fuste liso, capitel dórico y alto basamento. Estas columnas serían de reciente colocación. La puerta, con sencillos baquetones de adorno, se inserta en un arco de medio punto, y encima de la clave hay una lápida que reza: "Hermita del SSmo. Cristo del Calvario y de Sn Sebastian".
Finalmente, en la fachada norte otra puerta da acceso a la vivienda del guarda o ermitaño, desde la que a su vez se puede acceder al templo.
En el interior, la única nave se cubre con una bóveda esquifada plana de 15 x 7 metros pintada en color verde con pequeñas molduras doradas. En el altar hay un pequeño retablo de traza barroca con tres calles y cuatro columnas 
rectas decoradas con motivos vegetales y querubines. En la calle central está la figura de San Sebastián. Este retablo está coronado por una cúpula acompañada por dos ángeles, todo ello coronado por una cruz de Santiago. Al lado derecho de éste hay otro retablo, asimismo de reducidas dimensiones con la Virgen del Rosario y que presenta 
estípites que escoltan un cuadro con la lucha de San Jorge con el dragón. A ambos lados del altar hay cuatro puertas de las que las más cercanas al altar dan acceso a la cripta, y las otras dos a la sacristía y a la vivienda del ermitaño o guarda.
La vivienda del ermitaño se configura actualmente como un espacio diáfano, aunque anteriormente constó de cocina, despensa y cuatro cuartos de escasas dimensiones y casi nula iluminación. También se puede acceder a la casa por una puerta exterior en el lado norte de la ermita.

## Cripta de los Judíos
El elemento más importante del conjunto es la denominada cripta de los Judíos, conjunto de más de setenta figuras, ordenadas en capillas o pasos que representan diversas escenas de la Pasión de Cristo. Este conjunto escultórico consta de diez pasos o escenas tales como el Lavatorio de Pies, la Última Cena, la Oración del Huerto, el Camino del Calvario, la Crucifixión, el Sepulcro de Cristo, la Resurrección de Jesús y una interpretación de la Virgen María recostada. Todo ello está fabricado con argamasa de alabastro a un tamaño algo mayor del natural, pintado con vivos colores. Las paredes y techos del conjunto se cubren con elementos que imitan piedra dando la sensación de hallarse en una cueva.
A esta cripta semisubterránea se ingresa por medio de dos puertas, que tras un tramo de ocho escalones lleva hasta el conjunto escultórico. 

## Estatus patrimonial
El 17 de enero de 2013, la ermita fue declarada Bien de Interés Cultural con la categoría de monumento, mediante un acuerdo publicado el día 30 de ese mismo mes en el Diario Oficial de Castilla-La Mancha.